# Apostolisches Vikariat Pucallpa
Das Apostolische Vikariat Pucallpa (lat.: Apostolicus Vicariatus Pucallpaënsis) ist ein im Osten Perus gelegenes römisch-katholisches Apostolisches Vikariat mit Sitz in Pucallpa. Ihr Gebiet umfasst die Distrikte Callería, Iparía und Masisea der Provinz Coronel Portillo sowie einen Teil der Provinz Pachitea. 

## Geschichte
Das Apostolische Vikariat Pucallpa wurde am 2. März 1956 errichtet, als das von den Franziskanern betreute Apostolische Vikariat San Francisco de Ucayali mit der Apostolischen Konstitution Cum petierit in die Apostolischen Vikariate Pucallpa, San Ramón und Requena aufgeteilt wurde.

## Apostolische Vikare von Pucallpa
- Joseph Gustave Roland Prévost Godard PME, 11. November 1956–23. Oktober 1989
- Juan Luis Martin Buisson PME, 23. Oktober 1989–8. September 2008
- Gaetano Galbusera Fumagalli SDB, 8. September 2008–31. Juli 2019
- Augusto Martín Quijano Rodríguez SDB, seit 31. Juli 2019